# Delta (British Columbia)
Delta ist eine Distriktgemeinde (engl. district municipality) im Südwesten der kanadischen Provinz British Columbia. Sie liegt südlich von Vancouver im Mündungsbereich des Fraser River an der Grenze zu den USA. Die Gemeinde gehört zum Bezirk Metro Vancouver und besteht aus den drei Teilen Ladner, Tsawwassen und North Delta.

## Geographie
Die Gemeinde liegt 27 km südlich von Vancouver und ist auf drei Seiten von Gewässern umgeben, dem Fraser River im Norden, der Straße von Georgia im Westen und der Boundary Bay im Süden. Im Osten liegt die Gemeinde Surrey. Der Mündungsbereich des Fraser River weist zahlreiche Inseln auf. Die wichtigsten sind Annacis Island im Nordosten, Deas Island im Norden und Westham Island im Westen. Der Burns Bog ist ein rund 40 km2 großes Torfmoor. Die Boundary Bay und die Inseln im Mündungsbereich des Fraser River sind bedeutende Rastgebiete für Zugvögel.
Delta besteht aus drei Teilgemeinden, die mehrere Kilometer voneinander entfernt sind. North Delta (~61.000 Einwohner) liegt im äußersten Nordosten am Fraser River und grenzt unmittelbar an Surrey. Weiter flussabwärts befindet sich Ladner (~23.000 Einwohner), das administrative Zentrum der Gemeinde. Auf einer Halbinsel zwischen der Straße von Georgia und der Boundary Bay liegt Tsawwassen (~24.000 Einwohner). Mitten durch die Halbinsel verläuft der 49. Breitengrad, der gleichzeitig die Grenze zu den Vereinigten Staaten bildet. An der Südspitze dieser Halbinsel liegt Point Roberts, eine US-amerikanische Exklave.

## Geschichte
Vor der europäischen Besiedlung waren die Ebenen und Küstengebiete Deltas vom Indianerstamm der Tsawwassen besiedelt, der zur Gruppe der Küsten-Salish gehört. Die Europäer erkundeten diesen Landstrich erstmals 1791, der spanische Entdecker Francisco de Eliza hielt das Gebiet fälschlicherweise für eine Insel, die er „Isla Capeda“ nannte. Die ersten europäischen Siedler waren die Brüder Thomas Ellis Ladner und William Henry Ladner aus Cornwall, die 1868 einen Bauernhof errichteten. In den ersten Jahrzehnten bildeten Landwirtschaft und Fischerei die wirtschaftliche Grundlage des Gemeinwesens. Die offizielle Gründung und damit verbunden die Zuerkennung der kommunalen Selbstverwaltung für die Gemeinde erfolgte am 10. November 1879 (incorporated als District Municipality).
Aufgrund der Lage war Delta bis weit ins 20. Jahrhundert hinein relativ isoliert. Dies änderte sich mit der Fertigstellung mehrerer bedeutender Verkehrsbauwerke. 1959 wurde der George Massey Tunnel eröffnet, der Ladner mit Richmond und Vancouver verbindet. 1960 folgte der Tsawwassen-Terminal für die Fähren nach Vancouver Island und 1962 erhielt der Highway 99 eine neue Streckenführung durch das Gebiet von Delta. Im Verlauf der nächsten zwanzig Jahre verfünffachte sich die Bevölkerungszahl. Seit 1986 verbindet die Alex Fraser Bridge North Delta mit New Westminster.

## Bevölkerung
Der Zensus im Jahr 2021 ergab für die Stadt eine Bevölkerung von 108.455 Einwohnern, nachdem der Zensus im Jahr 2016 für die Gemeinde noch eine Bevölkerung von nur 102.238 Einwohnern ergeben hatte. Die Bevölkerung hat damit im Vergleich zum letzten Zensus im Jahr 2016 deutlich schwächer als der Trend in der Provinz um 6,1 % zugenommen, während der Provinzdurchschnitt bei einer Bevölkerungszunahme von 7,6 % lag. Bereits im letzten Zensuszeitraum von 2011 bis 2016 hatte die örtliche Bevölkerung unterdurchschnittlich um nur 2,4 % zugenommen, bei einer durchschnittlichen Bevölkerungszunahme von 5,6 % in der Provinz.
Im Rahmen des „Census 2021“ wurde für die Gemeinde ein Medianalter von 44,0 Jahren ermittelt. Das Medianalter der Provinz lag 2021 bei nur 42,8 Jahren. Das örtliche Durchschnittsalter lag bei 42,9 Jahren, bzw. bei 43,1 Jahren in der Provinz. Beim „Census 2016“ wurde für die Gemeinde noch ein Medianalter von 44,4 Jahren ermittelt und für die Provinz von 43,0 Jahren, bzw. ein örtliches Durchschnittsalter von 42,4 Jahren und von 41,5 Jahren in der Provinz.
Bevölkerungsentwicklung
| Zensus | Delta     | Delta            | British Columbia | British Columbia |
| Zensus | Einwohner | Veränderung in % | Einwohner        | Veränderung in % |
| ------ | --------- | ---------------- | ---------------- | ---------------- |
| 2021   | 108.455   | +6,1             | 5.000.879        | +7,6             |
| 2016   | 102.238   | +2,4             | 4.648.055        | +5,6             |
| 2011   | 99.863    | +3,3             | 4.400.057        | +7,0             |
| 2006   | 96.723    | −0,2             | 4.113.487        | +5,3             |
| 2001   | 96.950    | +1,6             | 3.907.738        | +4,9             |
| 1996   | 95.411    | +7,2             | 3.724.500        | +13,5            |
| 1991   | 88.978    |                  | 3.282.061        |                  |

## Wirtschaft
North Delta und insbesondere Annacis Island sind stark industrialisiert. In Ladner sind vor allem Dienstleistungsbetriebe angesiedelt. Tsawwassen ist aufgrund der Lage am Meer und der zahlreichen Parkanlagen auch eine bedeutende Tourismusdestination. In den zwischen den Städten gelegenen Gebieten sowie auf Wentworth Island wird in großem Umfang Landwirtschaft betrieben, wobei Beerenplantagen überwiegen.
Die Region Greater Vancouver ist aufgrund der landschaftlichen und kulturellen Vielfalt der drittwichtigste Standort der nordamerikanischen Filmindustrie. Auch in der Gemeinde Delta wurden zahlreiche Film- und Fernsehproduktionen realisiert, insbesondere in Ladner und Tsawwassen. Zu den bekanntesten gehören Resident Alien, Bill & Ted’s verrückte Reise in die Zukunft, Jumanji, Final Destination, Josie and the Pussycats, Insomnia – Schlaflos, Snakes on a Plane, Mörderischer Vorsprung, X-Men: Der letzte Widerstand, Smallville, Akte X – Die unheimlichen Fälle des FBI, Stargate – Kommando SG-1, Supernatural und Da Vinci’s Inquest.

## Verkehr

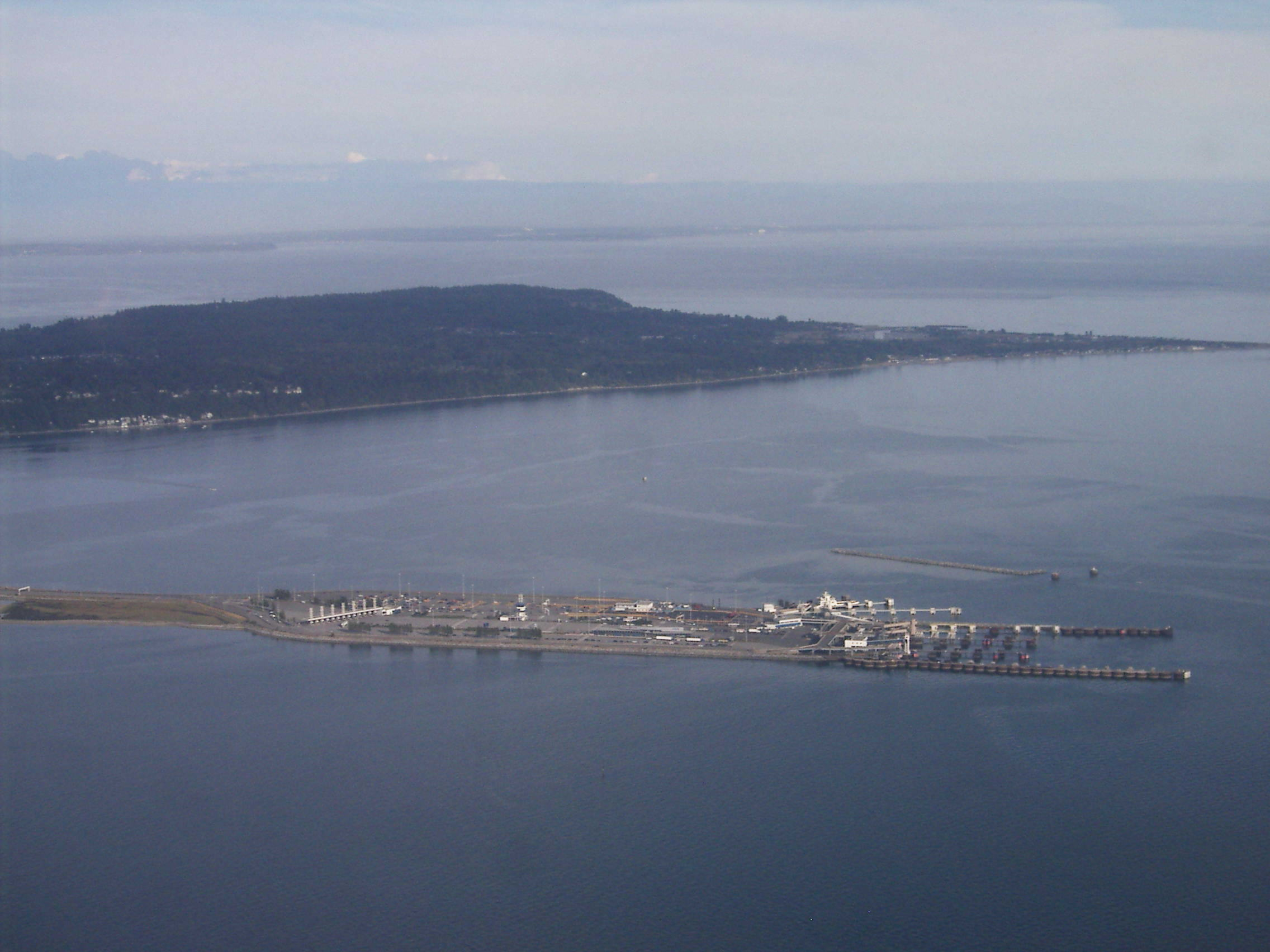
Der Tsawwassen Ferry Terminal in Delta aus der Luft gesehen

Über den Highway 99 und durch den George Massey Tunnel ist Delta mit Richmond und Vancouver verbunden, über den Highway 91 und die Alex Fraser Bridge mit New Westminster. Der Highway 10 stellt die Verbindung mit Langley und Surrey her. Die Gemeinde wird von zahlreichen Buslinien von TransLink erschlossen.
Delta besitzt kein öffentliches Schienenverkehrsmittel, die nächste Station des Sky Train befindet sich in Surrey. Zwar zieht sich eine Eisenbahnlinie der Canadian National Railway durch das gesamte Gemeindegebiet, diese dient jedoch nur dem Güterverkehr von und zum Roberts Bank Superport, einem zum Hafen Vancouver gehörenden Verladeterminal. Vom Tsawwassen Ferry Terminal aus verkehren Fähren der Gesellschaft BC Ferries nach Swartz Bay auf Vancouver Island und zu den Gulf Islands.
Der Boundary Bay Airport östlich von Ladner ist der Flughafen mit den fünftmeisten Flugbewegungen in Kanada. Aufgrund der geringen Distanz zum Vancouver International Airport wird er aber nicht von Linienflugzeugen angeflogen, sondern dient der allgemeinen Zivilluftfahrt, insbesondere Flugschulen.

## Partnerstädte
- Mangaluru, Indien seit 2010

## Persönlichkeiten

### Geboren in der Stadt
- Martin Cummins (* 1969), Schauspieler
- Karen Clark (* 1978), Ruderin
- Tyson Mulock (* 1983), Eishockeyspieler
- Daniel Idema (* 1984), Eishockey- und Pokerspieler
- Kyle O’Reilly (* 1987), Wrestler
- Julie Armstrong (* 1990), Fußballspielerin
- Brandon McMillan (* 1990), Eishockeyspieler
- Colton Jobke (* 1992), Eishockeyspieler
- Alex Petan (* 1992), italo-kanadischer Eishockeyspieler
- Macoy Erkamps (* 1995), Eishockeyspieler
- Nicolas Petan (* 1995), Eishockeyspieler
- Dante Hannoun (* 1998), italo-kanadischer Eishockeyspieler

### Personen mit Beziehung zur Stadt
- John Oliver (1856–1927), kanadischer Politiker und Landwirt, der spätere Premierminister der Provinz betrieb vor seinem Einstieg in die Politik eine Farm in Delta
- Gurjinder Basran (* 1972), kanadische Schriftstellerin, lebt in Delta
- Ravi Kahlon (* 1979), kanadischer Politiker und Hockeyspieler, vertritt den Wahlkreis Delta Nord im Provinzparlament